# Viviana Waisman
Viviana Waisman (1970, Nova York) és una advocada nord-americana experta en els drets de les dones i en dret internacional dels drets humans. Des de l'any 2001, és la fundadora, presidenta i directora executiva de l'organització internacional "Women's Link Worldwide".

## Trajectòria
La família de Waisman era originària d'Europa de l'Est. Els seus avis van emigrar d'allà a principis del segle XX i es van establir a l'Argentina. Posteriorment, la seva mare i el seu pare es van veure en l'obligació de marxar de l'Argentina com a conseqüència d'un cop d'estat; i van emigrar als Estats Units. Waisman va néixer a Nova York i va tornar amb la seva família a l'Argentina quan tenia 3 anys. Tres anys després, van tornar a Nova York a causa de la inestabilitat política que es vivia a l'Argentina. Aquesta primerenca experiència com a migrant va marcar la seva vida i va determinar la seva trajectòria professional i el seu interès en el camp dels drets humans.
Waisman va realitzar el Màster en Dret Internacional dels Drets Humans de la Universitat d'Oxford. Va obtenir la qualificació de Juris Doctor de l'Escola de Lleis de l'Escola de Dret de Hastings de la Universitat de Califòrnia. A més va obtenir el títol de Bachelor of Arts en Ciències Polítiques de la Universitat de Califòrnia en Berkeley.
Va treballar com a consultora del Fons de Poblacions de les Nacions Unides, com a advocada del Centre de Drets Reproductius a Nova York i com a associada en la signatura d'advocats Gray, Cary, Ware and Friendenrich en Sant Diego (Estats Units).
L'any 2001, va fundar l'organització internacional Women's Link Worldwide, que fa servir el poder del dret per promoure un canvi social que afavoreixi els drets de les dones i les nenes, especialment, d'aquelles que fan front múltiples iniquitats.

## Reconeixements
Waisman va guanyar el Premi Drets Humans 2016 del Consell General de l'Advocacia Espanyola per la seva lluita contra la injustícia i la defensa dels Drets Humans. Aquest premi es concedeix a persones, institucions i professionals o mitjans de comunicació que es distingeixin per la seva aportació a la defensa dels Drets Humans.
En 2016, va entrar a formar part de l'associació d'emprenedors i emprenedores socials de Ashoka, una organització que es dedica a reconèixer l'impacte d'algunes persones en camps com els drets humans, el desenvolupament econòmic, l'educació, l'ocupació, el medi ambient, la participació ciutadana i la salut.
En 2018, va rebre el V Premio Dret i Societat de Roca Junyent el 22 de juny de 2018. Aquest premi reconeix la trajectòria les persones dedicades a la defensa dels Drets Humans. Aquest mateix any, va ser inclosa en el Top 100 de les dones capdavanteres d'Espanya atorgat per Mujeresycia, un guardó reconeix el talent femení en diferents àrees de la societat i la seva aportació a la mateixa.

## Publicacions
- Coordinadora i editora: Women of the World: Laws and Policies Affecting Their Reproductive Lives Anglophone Africa (1997)[12]
- Autora d'alguns dels capítols de Dones després de les reixes: Llei de l'Avortament a Xile, una anàlisi des dels drets humans (1998).[13]
- Bridging the Divideix: Women's Access to Justice (2002)[14]
- Editora: Reproductive Rights 2000 Moving Forward (2003)[15]
- Human Trafficking: State Obligations to Protect Victims' Rights, the Current Framework and a New Due Diligence Standard (2010)[16]
- The Prosecution of Sexual and Gender Crimes in the National Courts of Argentina (2017).[17]